# Naser Al-Omran
Naser Al-Omran (in arabo ناصر عمران‎?; Al Kuwait, 3 marzo 1977) è un calciatore kuwaitiano, difensore del Kazma.

## Carriera

### Nazionale
Esordisce con la  Nazionale kuwaitiana nel 1998, contro il Libano.

Ha disputato con la selezione olimpica le olimpiadi di Sydney 2000.